# Историја Јевреја у Братислави
Историја Јевреја у Братислави почиње са првим записом о јеврејској заједници у главном граду Словачке, који датира из 1251. године. До краја Првог светског рата Братислава (позната као Pressburg или Pozsonyr кроз већи део своје историје) била је мултикултурни град са мађарском и немачком већином и словачком и јеврејском мањином.
Године 1806. године, када је град био део Краљевине Угарске, рабин Moses Soferр основао је Братиславску јешиву и град је постао средиште средњоевропског јеврејства и водећа опозициона снага реформском покрету у јудаизму у Европи. Братиславска јешива образовала је на стотине будућих вођа аустроугарског јеврејства који су извршили велики утицај на општи традиционални православни и будући Хареди јудаизам (најконзервативнији облик ортодоксног јудаизма, често називаног и ултраортодоксни јудаизам).
Да је Братиславска јеврејска заједница била највећа и најутицајнија у Словачкој, говори податак да је 1930. године у граду је живело приближно 15.000 Јевреја (укупно становништво било је 120.000). Део заједнице емигрирао је крајем 1930-тих и након окончања Другог светског рата, упркос организованим напорима попут Братиславске радне групе, али већина братиславских Јевреја је страдала у холокаусту.
Данас се у Братислави од јеврејских институција налазе: ортодоксна синагога у улици Хејдуковој, Музеј јеврејске културе, Музеј јеврејске заједнице у Братислави, Меморијални центар Chatam Sofer, некада гробље, ортодоксно гробље и мноштво других јеврејских знаменитости и споменика културе.
Братиславска јеврејска заједница данас броји приближно 400 (500) људи, а од 1993. године главни рабин Словачке и рабин Братиславе је Baruch Myers.

## Краћа историја Јевреја у Словачкој
Историја јеврејског становништва на територији данашње Словачке најбоље се може схватити ако се прати у односу на Словаке, Мађаре, Немце, Пољаке, Русине и друге народе овог традиционално мешовитог региона, као и у односу на мађарске, чехословачке и словачке државне системе којима су Јевреји на овом простору припадали. Децентрализовани карактер територије и значај њених регионалних посебности снажно су утицали на развој јеврејске заједнице, помажући у обликовању широког спектра верских, културних и политичких опредељења током њене историје.
Словачки јеврејски идентитет први пут се појавио након Првог светског рата као резултат прегруписавања јеврејског становништва на територији нове државе Чехословачке. Иако би Чехословачка била најповољније окружење за Јевреје у међуратној источно-централној Европи, шок распадом Монархије и насиље усмерено против јеврејске имовине које је пратило промену режима отежало је транзицију. Уз владину подршку јеврејској националности као новој категорији националне припадности подржала је већина Јевреја у Словачкој, а јеврејски национални покрет тежио је обједињавању расцепканог јеврејског становништва по националним линијама.
Емиграциони ционизам на простору Чехословачке ојачао је 1930-тих година како су се појачавао антисемитизам и напор за оснивање словачке националне аутономије.
|                  | 1921, апсолутни број | 1921,% укупног становништва | 1930, апсолутни број | 1930,% укупног становништва |
| ---------------- | -------------------- | --------------------------- | -------------------- | --------------------------- |
| Бохемија         | 79,777               | 1.19                        | 76,301               | 1.07                        |
| Моравија         | 37,989               | 1.09                        | 41,250               | 1.16                        |
| Шлезија          | 7,317                | 1.09                        | (са Моравском)       | (са Моравском)              |
| Словачка         | 135,918              | 4.53                        | 136,737              | 4.11                        |
| Карпатска Русија | 93,341               | 15.39                       | 102,542              | 14.14                       |
| Укупно           | 354,342              | 2.6                         | 356,830              | 2.42                        |

Минхенски споразум из септембра 1938. довео је до брзог распада Чехословачке и успостављања клерофашистичке словачке државе коју је предводио монсињор Јозеф Тисо у марту 1939. Јевреји у словачкој држави настојали су да избегну депортације започете у марту 1942. бежећи у Мађарску, која је сада обухватала јужне делове бивше словачке територије додељене Мађарско-бечком арбитражом новембра 1938. Депортације из Словачке су се одвијале између 25. марта и 20. октобра 1942, а затим су настављене од 30. септембра 1944. до 31. марта 1945. Депортације са територија припојених Мађарској на основу бечке арбитраже догодиле и у мају и јуну 1944. године, након немачке окупације земље у марту 1944. Приближно 105.000 словачких Јевреја или 77% њихове предратне популације умрло је током рата. Словаци су их оптужили да су Мађари, а Мађари да су присталице Чехословачке против мађарских интереса.
Од приближно 30.000 Јевреја који су боравили у Словачкој након завршетка рата и обнове Чехословачке, хиљаде Јевреја емигрирало је у новостворену државу Израел, у Сједињене Америчке Државе, Канаду, Аустралију и друге земље након успостављања Чехословачке.
У саставу Чехословачке Словачка је била до распада државе и мирног разграничења 1993. године, осим у годинама Другог светског рата, када је функционисала као посебна словачка држава под патронатом нацистичке Немачке.
Јеврејска заједница данашње Републике Словачке (која броји мање од 2.000 припадника) настоји да се опорави и сачува историју којој прети нестанак уништавањем предратне јеврејске заједнице током Холокауста и тишином Словачке власти у време комунистичке ере.

## Историја братиславских Јевреја
Познато је да су Јевреји били активни као трговци и веза између римских легија и германских племена северно од реке Дунав. Подручје Презбурга (Пожуна, Прешпорока) данас Братиславе било је на раскрсници важних трговачких путева и Јевреји су највероватније кроз ово подручје пролазили почев од 1. века, иако нема података о њиховом насељавању овај град.
Јевреји су у већем броју почели да мигрирају у Горњу Мађарску у 11. веку, што доказују прва јеврејска насеља која су се појавила такође у Презбургу. Презбургшки (Пожун, Прешпорок) Јевреји овог доба имали су јаке везе са Јеврејском заједницом Есзтергом.

### Јевреји у Братислави у 13. веку
Прва јеврејска верска заједница у Братислави основана је крајем 13. века, о чему сведочи  Menor Codex (Memorbuch) from Mainz. Негде између 1250. и 1300. године, рабин Братиславе био је Јонах (Jonah или Yonah).
Братиславски Јевреји увек на простору на коме су се груписали формирали би компактну заједницу донекле затворену за спољни свет. Били су запослени у финансијама, као трговци, занатлије, па чак и винари, а живели су у Презбургу у деловима данашње Недбалове улице, Франтишканске улице, Замочницке улице и Баштове улице.
Указом из 1229. године, Андрија II Арпадовић (око 1177—12. септембар 1235.) угарски и далматинско-хрватски краљ из династије Арпадовића, од 1205. до 1235. године јеврејској мањини додељује једнака права као и грађанима Братиславе.

### Јевреји у Братислави у 14. веку
Јевреје је у Братислави с краја средњег века представљао јеврејски градоначелник, којег је краљ изабрао из реда хришћанских грађана (1440. године то је чинило градско веће Братиславе).
Постојање синагоге у граду сведочи указ папе Бенедикта VII из 1335. године у којем се помиње писмо локалног Cistercian Cloister реда надбискупу Јеврејске заједнице Есзтергом у којем се тражи да се сруши јеврејски храм. То је једно од првих писаних помињања Јевреја који живе у граду. Ред Cistercian Cloister се налазио у близини данашњег клаустра у Уршулинској улици са синагогом непосредно поред ње. Папа је дао надбискупу да истражи ситуацију и убрзо након тога синагога је срушена. Готички улазни портал из ове синагоге откривен је 1990-их и налази се у дворишту зграде у улици Панска број 11. Срушена синагога је обновљена пет година касније 1339. године.
У 14. веку у Презбургу је живело неколико стотина Јевреја, а у граду су се у том веку налазила синагога, јеврејско гробље, микве и друге јавне јеврејске институције.
Године  1360. сви Јевреји су протерани из Братиславе и одузета им је имовина. Део заједнице је уточиште пронашао у граду Хаинбург на Дунаву. 1367. године. Међутим након осам година, 1368. године, неколико јеврејских породица осмелило са да се самоиницијативно врати у Презбург.
Године 1399. године Јеврејима је издата дозвола за изградњу синагоге, вероватно на месту раније уништене. На крају 14. века у граду је живело приближно 800 Јевреја (укупно становништво града 1435. године било је 5.000).

### Јевреји у Братислави у 15. веку
Током прве половине 15. века Јевреји су били присиљени да живе у Презбургу, у јеврејском гету у Јеврејској улици.
Крајем 15. века, градско веће Презбурга спровело је указ папе Иноћентија III из 1215. године, којим је наложено да Јевреји морају да носе различиту одећу, наређујући презбургшким Јеврејима да носе црвени огртач са капуљачом како би били видљиви из даљине.

### Јевреји у Братислави у 16. веку
Године 1506, Владислав II Јагелонац Млађи покушао је да спречи Јевреје да напусте Презбург одузимајући насилно имање свима који су отишли.
Године 1521. Лајош II Јагелонац је донео одлуку да Јевреји више не морају носити посебну одећу. То је учинио тек када се префект братиславског јеврејства Јакуб Мендел жалио краљу, град је био принуђен да промени закон. Упркос дискриминацији, заједница је расла и дозвољено јој је да изгради и другу синагогу.
Јевреји су протеривани и прихваћени неколико пута у историји Презбурга, али после Мохачке битке 1526. године Јевреји су трајно протеривани у склопу општег протеривања из Краљевине Мађарске. Синагога је срушена и на њеном месту је саграђен манастир.
Многи братиславски Јевреји у 16. веку су побегли у суседну Аустрију, али је неколико њих остало у подручју (кастелу) званом Schlossgrund (Podhradie), изван града опасаног зидинама.
Већина Јевреја отишла је 1572. године по наређењу Максимилијана II, цара Светог римског царства.
Године 1599. гроф Pálffy ab Erdöd наследио је Братиславски замак и област Podhradie и дозволио Јеврејима да се овде настане.

### Јевреји у Братислави у 17. веку
Године 1670. када су бечки Јевреји протерани, много избеглица се населило у подручју званом Podhradie (Братислава) или јеврејској четврти која је касније постала синоним за подручје Видрике које је почело да се формира. Величина јеврејског становништва Братиславе у новом веку варирала је од неколико стотина до 900 јеврејских породица.
Већ 1689. године у Братислави је деловао Hevra kadishah,
На периферији града је крајем 19. века основано и јеврејско гробље које је касније постало познато као Старо јеврејско гробље.

### Јевреји у Братислави у 18. веку
Године 1707. у кастелу Schlossgrund (Podhradie) живело је 200 јеврејских породица под заштитом племените породице Палфи и Ердод, већином избеглица.
Године 1709. године у кастелу Schlossgrund (Podhradie)' је било 189, 1732. године 50 јеврејских породица, а 1736. године 772 становника.
Када је Јеврејима дозвољено да се врате у град 1700-тих, становништво кастала Schlossgrund (Podhradie) се повећало на 2.000 Јевреја до краја 18. века. Током 18. века у граду се налазила јешива, која је под управом Meir Halberstadt привукла много рабина у град.

### Јевреји у Братислави у 19. веку
Године 1806. Мозес Софер је прихватио рабината у Братислави и настанио се у граду. Исте године основао је Братиславску јешиву (хебрејски: ישיבה הרמה פרעשבורג; јавна рабинска школа у Братислави) која је била највећа и најутицајнија Јешива у средњој Европи у 19. веку. Током Соферовог мандата као рабина Братиславе (1806—1839), Јешиву је похађало на стотине ученика. После Соферове смрти 1839. године, његов син Самуел Бењамин Софер познат као Ктав Софер постао је рабин Братиславе. После његове смрти 1871. године, његов син Симша Буним Софер познат као Шевет Софер постао је рабин. Последњи братиславски рабин из династије Сшреибер - Софер био је Акива Софер познат као Дас Софер, који се 1939. емигрирао у Палестину и касније поново основао Јешиву у Јерусалиму.
Дана 5. јуна 1839. године у Презбургу је сазвана мађарски савет који је 1840. године усвојио закон који је омогућио Јеврејима да се слободно насељавају у било ком слободном граду.
Током и након Мађарске револуције 1848. године, било је погрома над братиславским Јеврејима.
Године 1864. у улици Замоцка у кастелу Schlossgrund (Podhradie) изграђена је синагога, која је касније названа Братиславска ортодоксна синагога. У граду је основана и напредна јеврејска основна школа упркос противљењу рабина из Братиславе Самуела Бењамина Софера.
После аустроугарског компромиса 1867. године, Општи јеврејски конгрес у Будимпешти, коме су присуствовали и делегати из Презбурга, покушао је да уједини мађарске Јевреје. Напори су пропали и 1868. године када се мађарско јеврејство се поделило на три фракције: ортодоксну, неолошку (реформаторску) и статус кво фракцију. У граду је било приближно 1.000 ортодоксних јеврејских породица и приближно 60 неолошких јеврејских породица.
Године 1872. године, под рабином Самуелом Бењамином Софером, братиславска јеврејска заједница се раздвојила, мања неолошке заједнице је основала засебну установу Chevra kadisha, синагогу и друге установе.
Године 1897. у Братислави је формирана прва ционистичка група активна у Братислави, Ахават Сион. Године 1902. године основана је мађарска ционистичка организација, а 1904. године основана је Светска организација Мизраши, обе на иницијативу Самуела Бетелхеима.

### Јевреји у Братислави у 20. веку
Почетком 20. века услови су се почели непрестано побољшавати, а многи братиславски Јевреји стекли су универзитетско образовање. Почели су да утичу на живот и трговину у Презбургу. На локалним изборима 1900. године у градско веће Братиславе изабрано је 24 Јевреја у свој састав.
Према попису становништва из 1910. године, у граду је живело 8 027 Јевреја. Године 1913. јеврејска четврт Schlossgrund (Podhradie) била је уништена у пожару, али је брзо обновљена.
Током Првог светског рата неколико стотина братиславских Јевреја служило је у аустроугарској војсци, а око 50 их је убијено. У току самог Првог светског рата долази до јављања врло чврсте струје која је захтевала стварање заједничке националне државе Чеха и Словака, а по неминовној пропасти Аустроугарске монархије, захтевало се да се Чеси и Словаци оснују засебну независну државу, што се десило 28. октобра 1918. године у Прагу. Презбуршки становници, који су већински били Немци и Мађари су одбили да предају власт новој чехословачкој војсци, а Презбург је проглашен отвореним градом.
Ипак, чехословачка војска улази у град 1. јануара 1919. године и проглашава је седиштем словачких политичких органа управе. Убрзо након уласка војске, дотадашњи мађарски универзитет се затвара и уместо њега, 6. јануара 1919 отвара се први чисто словачки Универзитет Коменског. Након преузимања цивилне власти од стране Словака, дошло је до побуне већинског немачког и мађарског становништва, што је изазвало војну реакцију и оставило деветоро мртвих и око 30 рањених демонстраната. Ови догађаји пратили су и нападе на Јевреје, који су престали тек након што је новостворени чехословачки режим успоставио контролу 1919. године Заједницу је током ових демонстрација делимично заштитила гарда коју је формирали јеврејски војници, ветерани. Након преузимања власти, град мења званично име из Презбург (Пожун, Прешпорок) у Братиславу, какво име ће задржати до данашњих дана.
Током међуратног периода, многи братиславски Јевреји су поседовали предузећа и многи су били запослени као лекари, адвокати, инжењери, наставници, уметници и радили су још много тога.
Почетком 1920-тих било је приближно 11.000 Јевреја у Братислави, 3.000 Неолога и 8.000 ортодоксних Јевреја.
Године 1930. године у граду је било 14.882 Јевреја (12% укупног становништва), и 5.597 декларисаних као јеврејске националности.
Четири најистакнутије организације које су током међуратног периода утицале на живот братиславских, али и словачких Јевреја уопште, биле су:
- Јеврејска странка,
- Ортодоксна заједница,
- Јешурун - либерална заједница
- Хистадрут.

Колико је био јак утицај ових јеврејских странака говори података да је на изборима 1938. године, Краус из Јеврејске националне странке изабран је за заменика градоначелника Братиславе, а три Јевреја у градско веће Братиславе.
- Спомен табле на синагоги у Братислави

## Злочини над братиславским Јеврејима
Крајем 1930-их антисемитски нереди угрожавали су јеврејско становништво Братиславе. У то време је Ими Лихтенфелд помогао да одбрани своје јеврејско суседство од расистичких банди користећи се принципима које је касније користио за оснивање борилачке вештине Крав Мага.
После Првог светског рата Словачка је постала део нове земље Чехословачке. Јевреји су живели у 227 заједница (1918. године), а њихова популација процењена је на 135.918 (1921. године).
Анти-јеврејски нереди избили су након проглашења независности (1918–1920), иако насиље није било ни приближно озбиљно као у Украјини или Пољској.
Словачки националисти повезали су Јевреје са чехословачком државом и оптужили их да подржавају чехословаштво. Оптужбе за клевете у крви догодиле су се у Тренчину и Шалавски Гемеру 1920. 1930-их је Велика депресија погодила јеврејске бизнисмене и такође повећала економски антисемитизам.
Економска неразвијеност и перцепција дискриминације у Чехословачкој навели су велики део (око једне трећине) Словака да подрже конзервативну, етно-националистичку Словачку народну странку (Hlinkova slovenská ľudová strana: ХСЛС). ХСЛС је мањинске групе као што су Чеси, Мађари, Јевреји и Роми сматрала деструктивним утицајем на словачку нацију и представљала је словачку аутономију као решење словачких проблема. Странка је почела да потенцира антисемитизам крајем касних 1930-их, након таласа јеврејских избеглица из Аустрије 1938. и антијеврејских закона које су усвојили Мађарска, Пољска и Румунија.
Након Минхенског спразума до пролећа 1939. ауторитет владе у Прагу је био тако уздрман да се у Словачкој, на немачки подстицај, развио сепаратистички покрет. Користећи то као изговор, немачке снаге су у пролеће 1939. окупирале Чешку и успоставиле протекторат у саставу Рајха, док је Словачка успостављена као сателитска држава, што је дана 11. новембра 1938. године довело до насилних напада на братиславске синагоге и пресбуршку јешиву а спорадични погроми су се наставили и током Другог светског рата.

#### Прогони Јевреја 1938.
Након стварања Словачке државе у марту 1939, влада је предузела дискриминаторне мере против јеврејске мањине. Минхенски споразум из септембра 1938. године уступио је Немачкој Судетску област, немачку регију чешког говорног подручја. ХСЛС је искористила политички хаос који је уследио да прогласи словачку аутономију 6. октобра. Јозеф Тисо, католички свештеник и лидер ХСЛС-а, постао је премијер словачке аутономне регије. Католичанство, религија 80 посто становника земље, било је кључно за режим, јер су многе његове вође били бискупи, свештеници или световњаци.   Под Тисовим вођством, словачка влада отворила је преговоре у Комарну са Мађарском у вези са њиховом границом. Спор су на арбитражу у Беч предале нацистичка Немачка и фашистичка Италија. Мађарска је 2. новембра награђена великим делом јужне Словачке, укључујући 40 посто словачке обрадиве земље и 270.000 људи који су се изјаснили за чехословачку националност.
ХСЛС је учврстио своју моћ доношењем посебног акта, који омогућава забрањивање опозиционих партија, затварање независних новина, дистрибуцију антисемитске и анти-чешке пропаганде и оснивање паравојне гарде Хлинке. Странке за немачку и мађарску мањину биле су дозвољене под хегемонијом ХСЛС, а немачка странка формирала је Freiwillige Schutzstaffel (добровољни заштитни одред милиције). ХСЛС је затворио хиљаде својих политичких противника,  али никада није изрекао смртну казну. Не-слободни избори у децембру 1938. године резултирали су са 95 посто гласова за ХСЛС.
Словачка држава је 14. марта 1939. прогласила своју независност уз немачку подршку и заштиту. Немачка је анектирала и извршила инвазију на смањену чешку државу следећег дана, а Мађарска је заузела Карпатску Рутенију са немачким пристанком.  Уговором потписаним 23. марта Словачка се одрекла великог дела своје спољне политике и војне аутономије у корист Немачке, у замену за граничне гаранције и економску помоћ.  Није била ни потпуно независна ни немачка марионетска држава, већ је заузимала средњи статус. У октобру 1939. Тисо, вођа конзервативно-клерикалног огранка ХСЛС, постао је председник; Војтех Тука, вођа радикалног фашистичког крила странке, именован је за премијера. Оба крила странке борила су се за наклоност Немачке.  Радикално крило странке било је пронемачко, док су конзервативци фаворизовали аутономију од Немачке;  радикали су се ослањали на гарду Хлинке и немачку подршку,  док је Тисо био популаран међу свештенством и становништвом. 
Дана 25. марта 1942. започеле су депортације Јевреја из Словачке.
Немачке снаге окупирале су Братиславу у септембру 1944. године, а приближно 2.000 преосталих Јевреја послато је у Аушвиц преко концентрационог логора у Серешу.
Упркос организованом напору јеврејске заједнице у Братислави, већина њених чланова на крају је депортована у логоре за истребљење у окупираној Пољској.
У децембру 1944. нацистичка Немачка основала је концентрациони логор Енгерау у Петржалки (немачки: Енгерау). Енгерау је био радни логор.
Дана 30. марта 1945. године неке од преосталих затвореника стражари су убили, а преостале логораше послали на марш смрти у Бад Дојч-Алтенбург. Данас нема остатака логора због великог грађевинског пројекта у Петржалки, када је некадашње село трансформисано у највећи комплекс хауза у Средњој Европи.

## Братиславски Јевреји након Другог светског рата
Од преко 15.000 Јевреја који су 1940. живели у Братислави, само приближно 3.500 је преживело Други светски рат. Јевреји који су се враћали у Братиславу из рата наилазили су на равнодушност, а понекад чак и на непријатељство. Многи су пронашли нове људе који живе у својим бившим домовима. Одмах након рата, Братислава је постала центар словачког јеврејства због чињенице да су многи преживели словачки Јевреји радије населили Братиславу за разлику од својих некадашњих родних места у земљи.
Дана 15. априла 1945, Мак Вајс је постао председавајући оживљене јеврејске заједнице и молитвене службе су обновљене у синагоги у улици Хајдукова. Јеврејске новине су почеле да се штампају, а заједница је поново саградил микву, ритуалну кланицу, кошер месницу и мензу, домове за старе, школе и болницу.
Наишле су на потешкоће у повраћају заплењене јеврејске имовине коју су преузели локални Словаци. Ови економски фактори у комбинацији са дубоко укорењеним и широко распрострањеним антисемитизмом подстакнутим антисемитском пропагандом довели су до тога да се велика већина Словака у Братислави осећала непријатељски према Јеврејима. Јевреји у граду су чак и физички нападнути током нереда у Партизанском конгресу (1. - 6. августа 1946) и каснијих нереда 20. - 21. августа 1948. године.
У исто време, Братислава је постала главна транзитна тачка за пољске, мађарске и румунске Јевреје који су преживели рат и упутили се у транзитни камп у болници Ротшилд у Бечу, у америчкој окупационој зони у Аустрији, коју је водила Јеврејска агенција.
Од 1945. до фебруара 1949. године, преко Братиславе је прошло више од 150.000 јеврејских миграната, од којих је већина отишла преко границе у Дјевинску Нову Вес. Избеглице су прво биле смештене у кампу у Дјевинској Новој Веси, а касније у неколико братиславских хотела (Хотел Централ и Хотел Јелен) и у кухињи ЖНО у Братислави. Грађани Братиславе, који су се плашили да би се мигранти могли настанити у граду, нису добронамерно гледали на ове Јевреје.
Током 1949. године комунистички режим је ступио на власт у Чехословачкој.
Већина преживелих у рату одлучила је да емигрира из Словачке. Од 30.000 Јевреја који су остали у Словачкој на крају Другог светског рата, 90% је емигрирало у наредним месецима и годинама.
Јеврејска четврт у Schlossgrund (Podhradie), историјском делу Братиславе, срушена је 1960-тих од стране комунистичких власти града.
Музеј јеврејске културе основан је 1994. године као огранак Словачког националног музеја.

## Галерија
- Из историје братиславских Јевреја
- Меморијални споменик страдалима у холокаусту у Братислави.
- Ортодоксна јеврејска школа из 1899.
- Неолошка јеврејска школа из 1892.
- Јаврејски кварт у Братислави са Неолошком школом 1914.
- Новоизграђена зграда на месту на коме је до 1960-тих била Ортодоксна синагога
- Музерј јеврејске културе
- Логор за Јевреје у Енгерау Петржалка.
- Меморијални центар у Братислави.